# Джеймс, Рубен
Рубен Джеймс (англ. Reuben James, 1776—3 декабря 1838) — американский военный моряк начала XIX века, отличившийся в Первой берберийской войне. Во время абордажной схватки, будучи раненым, закрыл своим телом командира абордажной партии Стивена Декейтера, отклонив вражеский клинок. Выжил в бою и продолжил службу на флоте. В честь Рубена Джеймса были названы несколько кораблей ВМС США. В их числе эсминец Reuben James — первый американский корабль, потопленный во Второй мировой войне.

## Биография

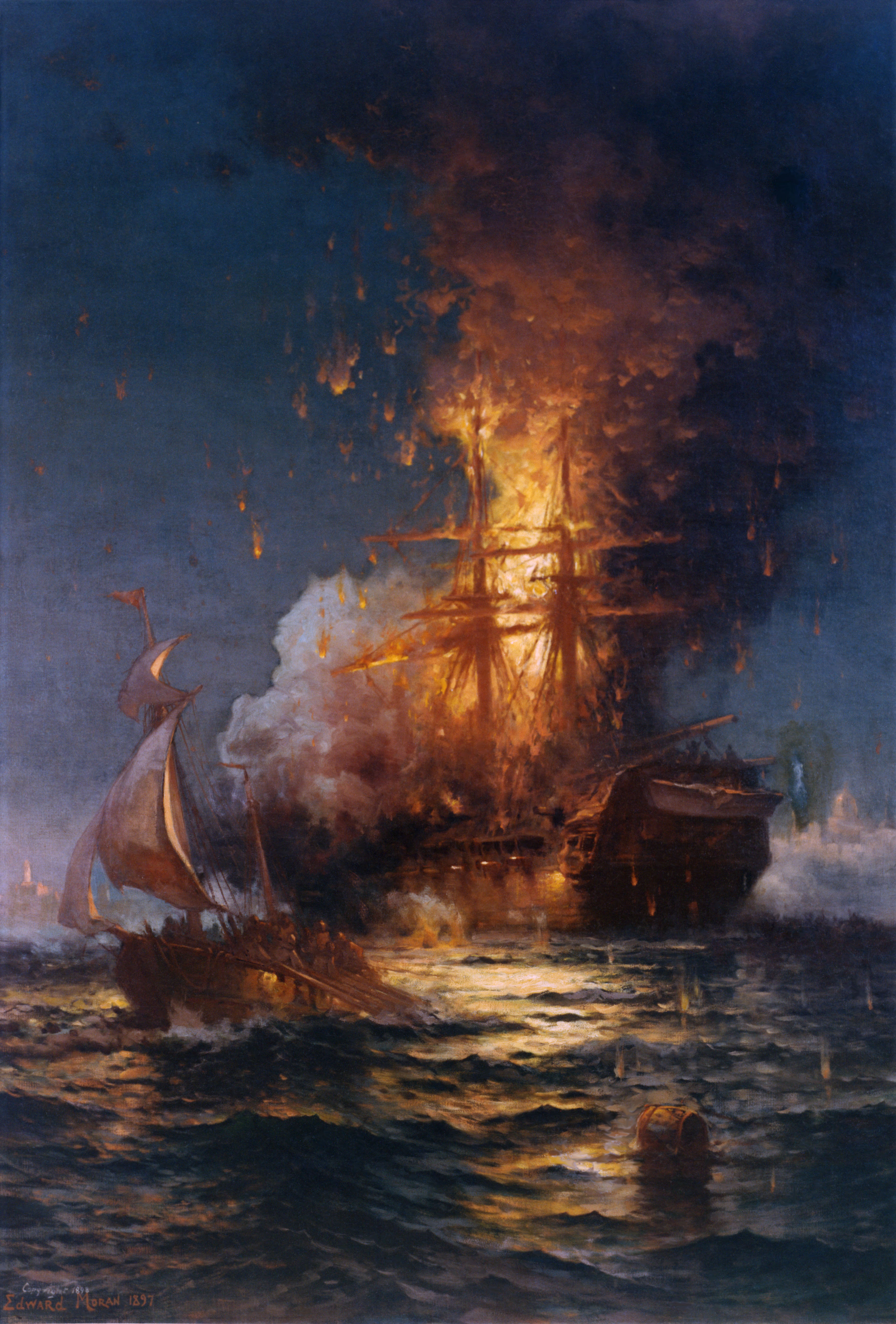
USS Philadelphia, объятый пламенем в доках Триполи, 16 февраля 1804 года. Картина Эдварда Морана, написана в 1897 году.

Рубен Джеймс родился в 1776 году в штате Делавэр. Завербовавшись во флот, служил на нескольких кораблях включая USS Constellation.

### Первая берберийская война
В октябре 1803 года триполийскому флоту удалось захватить целым и невредимым фрегат USS Philadelphia (англ. USS Philadelphia), который сел на мель во время патрулирования Триполийской гавани. Американские моряки, находясь под постоянным обстрелом со стороны береговых батарей и триполийского флота, пытались безуспешно освободить корабль. Корабль, экипаж и капитан Уильям Бэйнбридж были доставлены на берег и взяты в заложники. «Филадельфию» чуть позже поставили на якорь в гавани и превратили в артиллерийскую батарею.
Ночью 16 февраля 1804 года лейтенант Стивен Декейтор-младший с небольшой группой моряков, в которую входил и Рубен Джеймс, использовал недавно захваченный триполийский кеч, чтобы, не поднимая тревоги, подплыть к самому борту «Филадельфии». Внезапной атакой люди Декейтора быстро обезвредили триполийских моряков, охранявших «Филадельфию», и подожгли корабль, так и не дав противнику воспользоваться им. Эта смелая вылазка увековечена в первых же строках гимна морской пехоты США, а Стивен Декейтор-младший стал одним из первых героев Америки после Войны за независимость. Во время той абордажной схватки уже раненый Рубен Джеймс спас жизнь Декейтеру, прикрыв того своим телом от сабельного удара одного из пиратов. Джеймсу удалось парировать удар и остаться в живых. Вмешательство Джеймса позволило Декейтору подобрать выпавший из рук пистолет и застрелить противника.
Залечивший раны Джеймс продолжил морскую карьеру, служа под началом Декейтора на фрегатах USS Constitution и USS Congress (англ. USS Congress).

### Англо-американская война
Во время Англо-американской войны Рубен Джеймс служил на фрегатах USS United States и USS President. И снова под началом Дикейтора.

#### Захват USS President
15 января 1815 года President совместно с торговым бригом Macedonian попытался вырваться из гавани Нью-Йорка, блокированной английской эскадрой Джона Хейса (фрегаты Majestic, Endymion, Pomone, Tenedos). Прорыв окончился неудачей: President сдался англичанам после боя с фрегатом Endymion. Рубен Джеймс попал в плен.

### Вторая берберийская война
Вернувшийся из плена Джеймс продолжил службу на флагманском корабле Дикейтора USS Guerriere. Принял участие в бою 17 июня 1815 года, в ходе которого был захвачен алжирский флагманский корабль Meshuda.

### Отставка
Вышел в отставку в 1836 году по болезни и ввиду отсутствия одной ноги. Скончался в 1838 году в Морском госпитале Вашингтона.

## Корабли, названные в память о Рубене Джеймсе
Имя Reuben James носили три корабля ВМС США:
- USS Reuben James (DD-245) — эсминец типа «Клемсон».
- USS Reuben James (DE-153) — эскортный миноносец типа «Бакли».
- USS Reuben James (FFG-57) — фрегат УРО типа «Оливер Хазард Перри».

## След в культуре
Американский певец Вуди Гатри написал песню «The Sinking of the Reuben James».